# L'Homme de Barbarossa
L'Homme de Barbarossa (The Man from Barbarossa) est un roman de la saga littéraire James Bond, écrit par John Gardner, et publié en 1989. C'est le dixième roman original de l'auteur.
Qui aurait cru que le vieux Joël Penderek, ce paisible retraité du New Jersey rescapé des camps de la mort, n'était autre que le bourreau nazi, Josif Vorontsov, responsable du massacre de la population juive de Kiev ? C'est du moins ce que prétendent ses ravisseurs, membres d'une organisation terroriste russe nommée la Balance de la Justice, dans un étonnant communiqué adressé au Kremlin : de hauts dignitaires seront exécutés si le gouvernement n'organise pas le procès public du criminel de guerre, à l'image de celui de Nuremberg. Derrière cet odieux chantage, se cache la première phase d'un complot diabolique aux dimensions planétaires. Mais voilà que le Mossad s'en mêle et affirme que Penderek n'est pas Vorontsov, tandis que le KGB, paniqué, appelle à la rescousse les services secrets français et britanniques.

## Résumé
L'homme de Barbarossa commence par un prélude qui comprend des informations de base sur l'invasion de l'Union soviétique par l'Allemagne Nazie (l'opération Barbarossa), le massacre de Babi Yar qui a eu lieu peu de temps après, et des informations sur Josif Vorontsov, un personnage fictif supposé être l'adjoint Paul Blobel et qui aurait principalement été responsable du massacre. Vorontsov aurait aussi servi au camp d’extermination de Sobibor.
L'histoire débute dans le New Jersey où une personne âgée, Joël Penderek, se fait enlever par une organisation terroriste appelée la Balance de la Justice (ou Chushi Pravosudia en Russe, comme elle est souvent appelée). Le groupe affirme avoir arrêté en réalité Joseph Vorontsov et se dit prêt à le remettre aux autorités Russes pour qu'il soit jugé, lors d'un procès. Le gouvernement dispose d'une semaine pour se décider.
M est informé par Boris Stepakov, un membre du KGB, de la capacité à infiltrer deux Britanniques dans la balance de la justice. Ce dernier décide de s'appuyer sur James Bond ainsi que sur un membre du Mossad et nomme cette opération Fallen Timbers. Le service secret israélien envoie son agent Pete Natkowitz à Londres. Sur place Natkowitz révèle que Joël Penderek n'est pas Josif Vorontsov, et que le vrai Vorontsov réside en Floride sous le nom de Leibermann ; ce dernier est sous la surveillance du Mossad. Cependant le groupe de l'opération Fallen Timbers apprend que Leibermann s'est fait lui aussi enlever.
M est également informé de la présence de deux agents Français à Londres, Henri Rampart du GIGN et Stéphanie Adoré de la DGSE ; pensant qu'ils sont liés à l'opération Fallen Timbers, M envoie Bond et Natkowitz enquêter sur eux. Les deux agents suivent les français jusqu’à une maison où ceux-ci ont organisé une rencontre secrète avec des membres de l'ambassade Soviétique. Bond manque de peu de se faire écraser par Henri Rampart et est "hospitalisé".
Remis sur pied, Bond part pour la Russie avec Pete Natkowitz. Ils sont accueillis par Boris Stepakov, avant d’être amenés dans une datcha. Là-bas, ils reçoivent un briefing sur La bande de Stepakov, une organisation antiterroriste secrète qui ne rend de comptes qu'au secrétaire général et au président du KGB. Stepakov pense en effet que la Balance de la Justice est hautement infiltrée dans le gouvernement et les services secrets. Bond et Natkowitz apprennent que ce sont les français qui ont enlevé Leibermann (Adoré et Rampart sont également présents au briefing). Ils apprennent également que la Balance de la Justice prévoit d’assassiner chaque jour un membre du gouvernement ou des services secrets Russes jusqu’à obtenir satisfaction. Stepakov introduit Vladimir Lyko durant le briefing, un ancien membre de la Balance de la Justice maintenant informateur pour Stepakov ; ce dernier a découvert que la Chushi Pravosudia avait besoin de deux cadreur anglais et il a été chargé de les leur apporter. Lyko a livré les deux cadreurs (ainsi que la femme de l’un d'eux qui les accompagnait) à Stepakov qui propose que Bond et Natkowitz prennent leur place avec Nina Bibikova, une femme de La bande de Stepakov.
Bond et Natkowitz se font passer pour les cadreurs et Nina pour la femme de Bond. Ils se rendent au point de rencontre avec la Balance de la Justice et sont emmenés à son Q.G., l'Hôtel de la Justice, un ancien monastère isolé près de la frontière finlandaise. Lyko meurt immédiatement après leur départ pour le monastère. Les rôles de Bond et de Natkowitz sont de filmer le procès fictif de Josif Vorontsov. Deux des acteurs, Michael Brooks et Emerald Lacy, sont en réalité les parents de Nina et prétendent qu'ils ont infiltré l'organisation terroriste et qu'ils ont un plan, mais l'agent britannique a des doutes. Yevgeny Andreavich Yuskovich, le général en chef des forces balistiques de l'Armée rouge joue le rôle de l'avocat général. C'est aussi un cousin de Vorontsov selon les sources de Bond. Yuskovich semble être le leader de la Balance de la Justice.
À l'issue d'une réunion entre M et Stepakov, il est décidé d'intervenir à l' Hôtel de la Justice. Stepakov entre en contact avec le Colonel Berzin qui est à la tête d'un bataillon de Spetsnaz. Berzin et ses hommes, accompagnés de Stepakov, Adoré et Rampart, interviennent à l' Hôtel de la Justice. Cependant, Berzin et Yuskovich sont de mèche et font prisonnier Stepakov, Adoré, Rampart et Natkowitz. Bond, dans les toilettes pendant l’assaut, parvient à s'enfuir et tuer un garde ; après avoir interchangé leurs vêtements et défiguré ce dernier, Yuskovich pense que Bond est mort. Une tombe est gravée à son effigie : "Ci-gît un courageux officier britannique, supposé être le capitaine James Bond, de la Royal Navy. Il est mort en servant sa cause, ce 9 janvier 1991."
Le lecteur apprend à ce moment-ci le plan de Yevgeny Andreavich Yuskovich : En octobre 1989, un groupe d'officiers supérieurs mécontents de la politique de Perestroïka et Glasnost s'était déjà choisi un nouveau leader, Yuskovich. Ce dernier a rencontré celle qui allait devenir sa future amante, Nina Bibikova, qui l'a informée de l'existence de La bande de Stepakov et de sa cible actuelle : la Balance de la Justice. Petit à petit, Yuskovich a écarté les membres de la vraie Balance de la Justice et les a remplacés par les siens. Il a présenté Lyko à Stepakov, et utilisé les Spetsnaz de Berzin pour assassiner chaque jour un membre du gouvernement ou des services secrets. Dans le même temps, les États-Unis se préparent à croiser le fer avec l'Irak de Saddam Hussein (Guerre du Golfe), à la suite de l'invasion du Koweït par l'armée irakienne. Les États-Unis ont lancé un ultimatum à l'Irak, l'appelant à retirer ses troupes du Koweït avant le 15 janvier 1991, sous peine de faire face à une guerre. En tant que général en chef des forces balistiques, Yuskovich a détourné des missiles nucléaires Scapegoats avec leurs systèmes de lancement Scamps qu'il a offert au leader irakien. Les agents français, anglais et israélien seraient photographiés en train de décharger les missiles livrés par un dragueur de mine et deux  bateaux de pêche. Si les forces de la Coalition attaquent l'Irak, celui-ci répliquerait avec les Scapegoats, et Yuskovich enverrait également un engin nucléaire sur Washington. Ainsi, lorsqu'il prendrait le pouvoir en URSS, il serait à la tête du pays le plus "puissant".
Cependant, Bond a entendu une partie du plan de Yuskovich et le transmet par "radio" à Nigsy Meadows, un agent du SIS en planque près de l'Hôtel de la Justice avant de partir avec Yuskovich sur le dragueur de mine, déguisé en l'un de ses hommes. Sur le bateau, Bond libère Stepakov, Adoré, Rampart et Natkowitz et propose de couler les bateaux transportant les missiles. Il parvient à faire sombrer les bateaux et leurs équipages, mais Rampart et Stepakov trouvent la mort dans l'opération.
De retour à Londres, Bond fait un débriefing avec M. Les États-Unis lancent l'opération Tempête du désert et 007 dépose une boite lui étant attribuée sur le bureau de M. À l'intérieur de celle-ci se trouve l'Ordre de Lénine.

## Personnages principaux
- James Bond
- M
- Bill Tanner
- Peter Natkowitz
- Boris Stepakov
- Yevgeny Andreavich Yuskovich
- Nina Bibikova
- Henri Rampart
- Stephanie Adoré
- Josif Voronstov

## Anecdotes
- Gardner a dit à plusieurs reprises que c'était son roman de James Bond préféré parce qu'il avait une structure différente de celle de ses livres précédents. Il pensait que c'était aussi le cas pour l'éditeur. Cependant les critiques américaines n'ont pas aimé le roman, et certaines ont pensé que l'intrigue était très similaire à un autre James Bond de l'auteur, Opération Brise-glace[1].
- Le roman contient de nombreuses références à la guerre au Koweït (1990-1991) (mais pas la fin de celle-ci). En outre, Gardner avait prédit qu'il y aurait un coup d’État contre le dirigeant soviétique, ce qui a eu lieu plus tard en 1991, mais dans d'autres circonstances. Le livre a également prédit que la guerre froide allait bientôt se finir, ce qui s'est produit l'année de sa sortie.